# Days of Rising Doom
Days of Rising Doom é uma peça de metal sinfônico (metal opera) do supergrupo de metal progressivo Aina, lançado em 25 de setembro de 2003. O conceito, a história e as letras foram criadas por Amanda Somerville e a música foi composta por Robert Hunecke-Rizzo.

## História
O álbum conta a história da terra imaginária de Aina, após a morte do Rei Taetius, e de como seu filho, Torek, sobe ao trono. A história começa com um alerta dos profetas ao Rei Teatius (Damian Wilson), que o avisa de perigo no horizonte.
A história move-se para o triângulo amoroso entre Oria Allyahan (Candice Night) e os dois filhos do Rei Taetius: Talon (Glenn Hughes) e Torek (Thomas Rettke). Após a morte de seu pai, Torek torna-se o rei de Aina. Porém, humilhado e com raiva, ele foge do reino quando Talon pede a mão da senhorita Oria em casamento.
Torek torna-se amigo de uma raça horrível, conhecida como Krakhon, de quem ele se torna um misto de rei e deus, assumindo o nome de Sorvahr.
Rapidamente, Sorvahr reúne um exército de Krakhons e os lidera em uma guerra contra o mundo inteiro. Ele cerca e toma Aina, expulsando seu irmão Talon, a esposa dele, Oria e sua filha Oriana.
No esforço de preservar seu reino, Talon envia Oriana para longe dele, a fim de garantir-lhe a segurança. Enquanto isso, Sorvahr estupra Oria, que por sua vez dá à luz Syrius.
Desconhecendo sua relação de um com o outro (como irmãos e inimigos), Oriana e Syrius encontram-se e apaixonam-se. Como o casal chega à idade adulta, Talon retorna para o reino com um novo exército para retomar o trono de Aina. Talon leva consigo Oriana para ajudar a liderar o exército; no outro lado, Sorvahr leva Syrius consigo para liderar o exército inimigo. Quando Oriana e Syrius encontram-se, eles declaram uma proposta de paz no campo de batalha. A paz é quebrada quando Sorvahr, desgostoso com seu filho por fazer a paz e não a guerra, mata Syrius. Horrorizada e enraivecida, Oriana volta então para a batalha e derrota Sorvahr no campo de batalha. Ela então toma o trono do recentemente re-integrado reino de Aina.

## Integrantes
- Robert Hunecke-Rizzo (Luca Turilli, Avantasia, Rhapsody of Fire, Kamelot) - bateria, guitarras e baixo
- Sascha Paeth (Luca Turilli, Avantasia, Rhapsody of Fire, Kamelot) - produtor
- Michael "Miro" Rodenberg (Avantasia, Luca Turilli, Rhapsody of Fire, Kamelot) - tecladista e arranjador
- Amanda Somerville (Luca Turilli, Avantasia) - compositora e vocalista: Maiden Voice e Oriana's Conscience

### Cantores
- Glenn Hughes (Deep Purple, Black Sabbath) - Talon
- Michael Kiske (ex-Helloween) - Narrador
- Andre Matos (ex-Shaaman, ex-Angra) - Tyran
- Candice Night (Blackmore's Night) - Oria
- Sass Jordan - Oriana
- Tobias Sammet (Edguy, Avantasia) - Narrador
- Marco Hietala (Nightwish, Tarot) - Syrius
- Sebastian Thomson - O contador da história
- Damian Wilson (Ayreon, Star One, Landmarq, ex-Threshold) - Rei Tactius
- Thomas Rettke (Heaven's Gate) - Torek (Sorvahr)
- Olaf Hayer (Luca Turilli) - Baktúk
- Cinzia Rizzo (Luca Turilli, Rhapsody, Kamelot) - Backing Vocals e vocais da ópera
- Rannveig Sif Sigurdardoffir (Kamelot) - Vocais da ópera
- Simone Simons (Epica) - Mezzo-Soprano Vocais
- Oliver Hartmann (At Vance) and Herbie Langhans (Luca Turilli, Seventh Avenue) - Os Profetas
- The Trinity School Boys Choir como Angelic Ainae Choir
  - Dirigido por David Swinson

### Músicos
- Olaf Reitmeier (Virgo) - Violões em "Revelations" & "Serendipity"
- Derek Sherinian (ex-Dream Theater) - Teclado solo em "The Siege of Aina"
- Jens Johansson (Stratovarius, Yngwie Malmsteen, Dio) - Teclado solo em "Revelations"
- T.M. Stevens (Steve Vai, Tina Turner) - Baixo em "Son of Sorvahr"
- Axel Naschke (Gamma Ray)- Órgão em "Son of Sorvahr"
- Erno "Emppu" Vuorinen (Nightwish, Altaria) - Guitarra solo em "Rebellion"
- Thomas Youngblood (Kamelot, Ian Parry) - Guitarra solo em "Lalae Amêr"
- Erik Norlander (Ayreon, Ambeon) - Teclado solo em "Rebellion"[2]

## Discografia

### Disco 1: Days Of Rising Doom
1. "Aina Overture" - 2:01
2. "Revelations" - 5:29
3. "Silver Maiden" - 5:00        cantor: Michael Kiske
4. "Flight Of Torek" - 5:21      cantor: Tobias Sammet
5. "Naschtok Is Born" - 4:39
6. "The Beast Within" - 3:17
7. "The Siege Of Aina" - 6:50
8. "Talon's Last Hope" - 6:10
9. "Rape Of Oria" - 3:05
10. "Son Of Sorvahr" - 2:58
11. "Serendipity" - 4:04
12. "Lalae Amer" - 4:13
13. "Rebellion" - 4:01
14. "Oriana's Wrath" - 6:13
15. "Restoration" - 4:55

### Disco 2: The Story Of Aina
1. "The Story Of Aina" - 15:08
2. "The Beast Within" - (versão single) - 3:43
3. "Ve Toura Sol-Rape Of Oria" - (versão Ainae) - 3:05
4. "Flight Of Torek" - (versão single) - 3:33
5. "Silver Maiden" - (versão alternativa) - 4:59
6. "Talon's Last Hope" - (demo) - 5:46
7. "The Siege Of Aina" - (versão single) - 3:55
8. "The Story Of Aina" - (instrumental) - 15:08